# 731 Lexington Avenue
El 731 Lexington Avenue es un rascacielos situado en el East Side de Midtown Manhattan, Nueva York, Estados Unidos. Aloja la sede de Bloomberg L.P. y por ello a veces se denomina Bloomberg Tower. El edificio también contiene tiendas, restaurantes y 105 condominios de lujo. Las residencias se conocen como One Beacon Court y tienen una entrada separada. Es el decimoquinto edificio más alto de Nueva York y el 46.º más alto de Estados Unidos. Tiene 55 plantas y 246 metros de altura.
Situado en el 731 de Lexington Avenue, el edificio ocupa la misma manzana en la que estaban antiguamente los grandes almacenes Alexander's. Se construyó entre 2001 y 2004.

## Construcción y diseño
La construcción del 731 Lexington Avenue empezó en 2001, tres años después de que se demolieran los grandes almacenes Alexander's, vacíos desde 1992. El edificio fue promovido por Vornado Realty Trust y diseñado por César Pelli & Associates. Ocupa una manzana completa rodeada por Lexington Avenue, la Tercera Avenida y las Calles 58 y 59. El complejo se compone de dos torres encima de un podio de acero que tiene tiendas y oficinas, separadas por un atrio de siete plantas. Las residencias se conocen como One Beacon Court y tienen una entrada separada. El diseño del patio de One Beacon Court, que conecta las calles 58 y 59, se inspiró en otros recintos históricos de Nueva York como la Grand Central Terminal, la sala de lectura de la Biblioteca Pública de Nueva York y la pista de patinaje del Rockefeller Center; las paredes de cristal se curvan alrededor del perímetro del patio, inclinándose ligeramente hacia dentro según se elevan.

## Ocupantes
Bloomberg L.P., buscando fusionar todas sus oficinas en un único espacio, negoció con Vornado Realty Trust un alquiler de 70 000 m² de oficinas en la base de la torre, aunque One Beacon Court iba a ser originalmente un edificio residencial. Dentro de este acuerdo, Bloomberg pudo diseñar sus oficinas, lo que hizo junto con STUDIOS Architecture como estudio de diseño, para satisfacer sus necesidades, entre las que estaban mesas para unos cuatro mil empleados y un gran espacio central conocido como the Link ("el Enlace") por encima del patio. Paul Goldberger, en la edición del 6 de agosto de 2007 de la revista New Yorker, alabó las oficinas de Bloomberg diciendo que eran "una sala de prensa diseñada realmente para la edad de la electrónica... un entorno de trabajo deslumbrante dentro de un rascacielos elegante pero convencional." En 2011, Bloomberg L.P. añadió otros 20 000 m² a sus oficinas del 731 Lexington Avenue y anunció su intención de ampliar otros 40 000 m² en el antiguo Philip Morris Building en el 120 Park Avenue.
El talk show Charlie Rose, emitido a nivel nacional, se produce y graba en el 731 Lexington Avenue. Bloomberg L.P. es la propietaria de Bloomberg Television, y también tiene su estudio principal en la torre.
Entre las tiendas del edificio están las primeras cadenas nacionales que abrieron tiendas en el barrio: The Home Depot, H&M y The Container Store. La torre también contiene el restaurante Le Cirque de Sirio Maccioni, que se trasladó aquí desde el The New York Palace Hotel en 2006.
Entre las personas que tienen viviendas en el edificio están Beyoncé, el presentador de la NBC Nightly News Brian Williams y los jugadores de béisbol Johnny Damon y Bobby Abreu. En junio de 2015, Steven A. Cohen rebajó el precio del ático de dos plantas, ofrecido inicialmente por 115 millones de dólares, a 79 millones.

## Servicios para los residentes

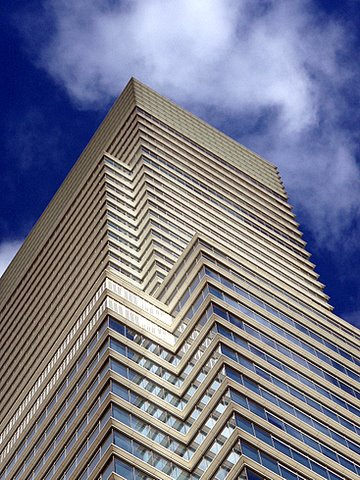
Otra toma del edificio.

Los residentes tienen un servicio de conserjería ofrecido por la empresa londinense Quintessentially, así como la posibilidad de usar el Beacon Club, un espacio en la planta 29 que contiene un gimnasio, una sala de entretenimiento, una sala de juegos para niños y un centro de negocios. Otros servicios son un portero 24 horas, aparcamiento y aparcacohes.